# Cầu Tuần
Cầu Tuần là một cây cầu bắc qua sông Hương trên Quốc lộ 1 nối quận Phú Xuân và quận Thuận Hóa thuộc thành phố Huế, Việt Nam.
Cầu có lý trình tại Km 19+00 Quốc lộ 1 tuyến tránh thành phố Huế, nối liền Phường Long Hồ với Phường Thủy Biều..
Cầu Tuần cùng với tuyến đường tránh Huế được khởi công xây dựng vào năm 2001, hoàn thành và đưa vào sử dụng đầu năm 2003.